# Ivohibea
Ivohibea is een geslacht van hooiwagens uit de familie Triaenonychidae.
De wetenschappelijke naam Ivohibea is voor het eerst geldig gepubliceerd door Lawrence in 1959. 

## Soorten
Ivohibea is monotypisch en omvat slechts de volgende soort:
- Ivohibea cavernicola